# Cryptocentrus strigilliceps
Cryptocentrus strigilliceps là một loài cá biển thuộc chi Cryptocentrus trong họ Cá bống trắng. Loài này được mô tả lần đầu tiên vào năm 1906.

## Từ nguyên
Từ định danh strigilliceps được ghép bởi hai âm tiết: strigilla (“đầy các hàng”) và ceps (“có đốm”), hàm ý đề cập đến những sợi nhỏ và lỗ trên đầu của loài cá này, được sắp theo đường thẳng và chạy theo nhiều hướng khác nhau.

## Phân bố và môi trường sống
Từ Đông Phi, C. strigilliceps có phân bố trải dài về phía đông đến quần đảo Samoa và Tonga, ngược lên phía bắc tới quần đảo Ryukyu (Nhật Bản), xa về phía nam tới rạn san hô Great Barrier. Ở Việt Nam, C. strigilliceps được ghi nhận tại vịnh Nha Trang.
C. strigilliceps sống trên nền cát trong đầm phá và rạn san hô, được tìm thấy ở độ sâu đến ít nhất là 48 m.

## Mô tả
Chiều dài lớn nhất được ghi nhận ở C. strigilliceps là 12 cm.
Số gai ở vây lưng: 7; Số tia ở vây lưng: 9–10; Số gai ở vây hậu môn: 1; Số tia ở vây hậu môn: 9; Số tia ở vây ngực: 16–18.

## Phân loại
C. strigilliceps tạo thành nhóm phức hợp loài với Cryptocentrus caeruleomaculatus và Cryptocentrus altipinna. Đặc trưng của nhóm này là có vảy lược bao phủ cả nửa thân sau.

## Sinh thái
C. strigilliceps sống cộng sinh trong hang với tôm gõ mõ.

## Thương mại
C. strigilliceps là một thành phần trong hoạt động buôn bán cá cảnh.